# Lista över countyn i Oregon

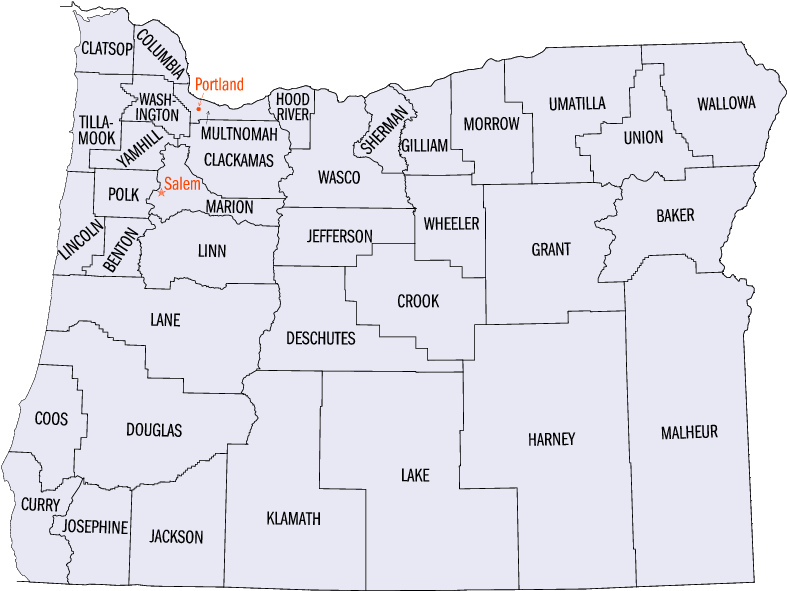
Oregons countyn.

Detta är en lista över de 36 countyn som finns i delstaten Oregon i USA.  
| County            | Huvudort (County Seat) | Grundat |
| ----------------- | ---------------------- | ------- |
| Baker County      | Baker City             | 1862    |
| Benton County     | Corvallis              | 1847    |
| Clackamas County  | Oregon City            | 1843    |
| Clatsop County    | Astoria                | 1844    |
| Columbia County   | St. Helens             | 1854    |
| Coos County       | Coquille               | 1853    |
| Crook County      | Prineville             | 1882    |
| Curry County      | Gold Beach             | 1855    |
| Deschutes County  | Bend                   | 1916    |
| Douglas County    | Roseburg               | 1852    |
| Gilliam County    | Condon                 | 1885    |
| Grant County      | Canyon City            | 1864    |
| Harney County     | Burns                  | 1889    |
| Hood River County | Hood River             | 1908    |
| Jackson County    | Medford                | 1852    |
| Jefferson County  | Madras                 | 1914    |
| Josephine County  | Grants Pass            | 1856    |
| Klamath County    | Klamath Falls          | 1882    |
| Lake County       | Lakeview               | 1874    |
| Lane County       | Eugene                 | 1851    |
| Lincoln County    | Newport                | 1893    |
| Linn County       | Albany                 | 1847    |
| Malheur County    | Vale                   | 1887    |
| Marion County     | Salem                  | 1843    |
| Morrow County     | Heppner                | 1885    |
| Multnomah County  | Portland               | 1854    |
| Polk County       | Dallas                 | 1845    |
| Sherman County    | Moro                   | 1889    |
| Tillamook County  | Tillamook              | 1853    |
| Umatilla County   | Pendleton              | 1862    |
| Union County      | La Grande              | 1864    |
| Wallowa County    | Enterprise             | 1887    |
| Wasco County      | The Dalles             | 1854    |
| Washington County | Hillsboro              | 1843    |
| Wheeler County    | Fossil                 | 1899    |
| Yamhill County    | McMinnville            | 1843    |